# Ailee
Ailee (hangul: 이예진, I Jedzsin, handzsa: 李藝眞; Denver, 1989. május 30. –) dél-koreai énekesnő, ügynöksége a YMC Entertainment. Első dala, a Heaven 2012. február nyolcadikán jelent meg.

## Fiatalkora
2010-ben költözött Dél-Koreába, miután sikeres volt egy meghallgatása, ahol a Big Mama Resignation című dalát énekelte.

## 2012: Debütálás
2012. február 9-én debütált az Mnet M!Countdown műsorában, február 11-én pedig az SBS csatorna Inkigayo című műsorában Heaven című dalával. Október 16-án megjelent első minialbuma, az Invitation.

## 2013: A's Doll House és japán debütálás
2013. július 4-én Ailee bejelentette, hogy július 12-én meg fog jelenni második minialbuma, A's Doll House címmel. Az album egyik dala, a U&I a megjelenést követő 4 órában már a zenei listák elején állt.
Még ugyanebben az évben Ailee Japánban is debütált Heaven című dalával, a Warner Music Japan segítségével.

## Diszkográfia
- 2012: Invitation (középlemez)
- 2013: A's Doll House (középlemez)
- 2014: Singing Got Better (digitális kislemez)

## Fordítás
- Ez a szócikk részben vagy egészben  az   Ailee című angol Wikipédia-szócikk fordításán alapul.  Az eredeti cikk szerkesztőit annak laptörténete sorolja fel. Ez a jelzés csupán a megfogalmazás eredetét és a szerzői jogokat jelzi, nem szolgál a cikkben szereplő információk forrásmegjelöléseként.